# Syntetisk aperturradar

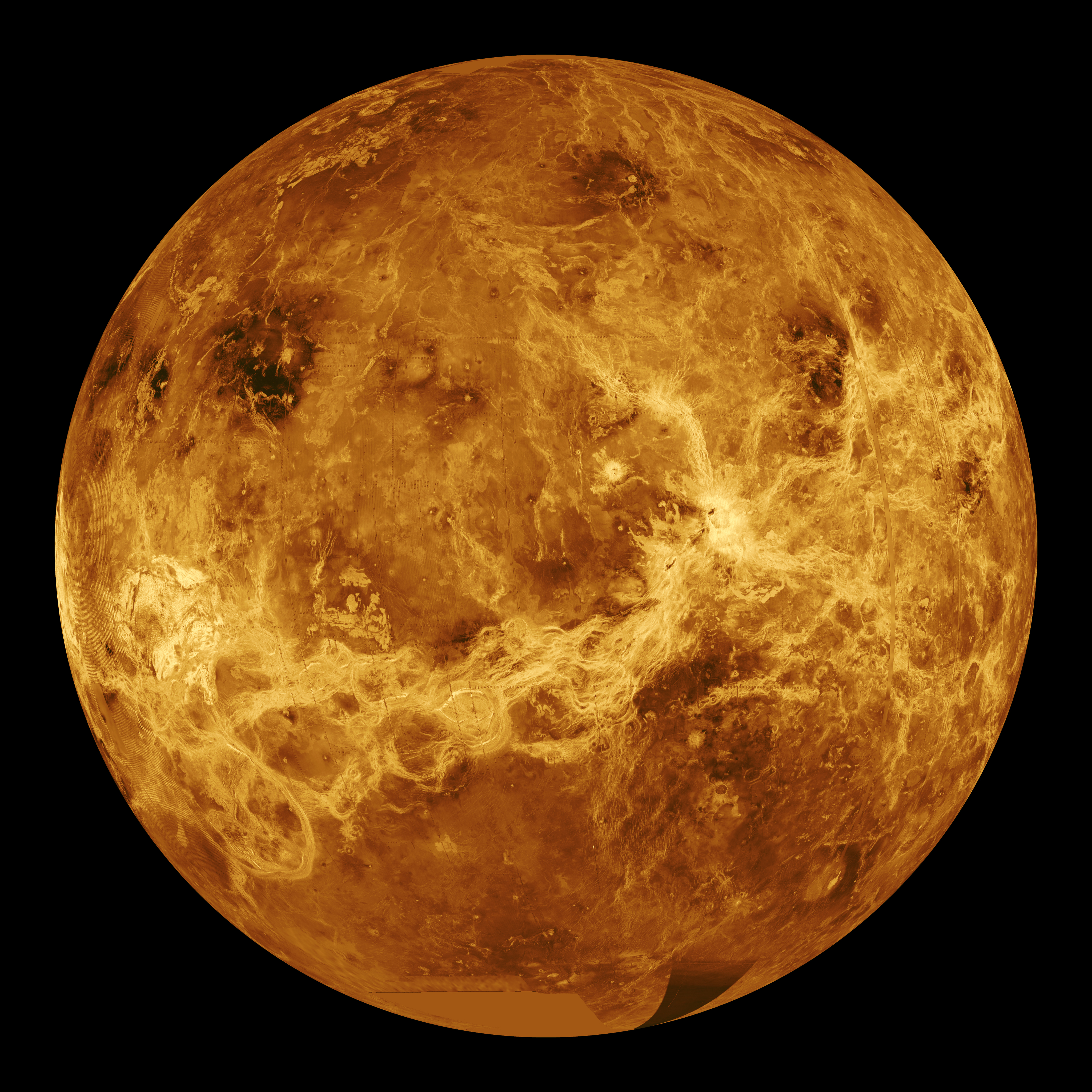
Venus yta kartlagd av Magellansonden med hjälp av Syntetisk aperturradar

Syntetisk aperturradar (SAR) är en typ av radar där ett flertal radarbilder sammanställs för att producera en radarbild med högre upplösning än vad som kan åstadkommas med en konventionell radar. Antingen så registreras radarbilderna av en antenn som flyttas i sidled mellan varje radarbild eller flera separata antenner. Tekniken är ett sätt att undvika skillnaden i upplösning i avstånd och sida som vanlig radar dras med.
Namnet syntetisk apertur kopplar precis till vad SAR handlar om. Det är att med hjälp av signalbehandlingsalgoritmer syntetiskt skapa en stor apertur, eller med andra ord en stor antenn. Upplösningen i en SAR-bild ges av dimensionen av denna syntetiska antenns storlek. SAR-system kan kategoriseras i olika grupper, till exempel efter antal antenner på olika platser som används. SAR med en, två eller flera antenner kallas mono-, bi- och multistatisk SAR. Vanligast är monostatisk SAR, delvis på grund av att det är billigast men också grund av att bistatisk SAR är svår att få bra prestanda på, framförallt då hårdvaran i sändarplattform och mottagare måste vara väldigt bra synkroniserad. Ytterligare ett sätt att dela in system är om det finns på en flygplattform eller satellit, om det är en aktiv eller passiv radar, vilken upplösning systemet har och vilket frekvensband det opererar på.